# Tinobregmus maculellus
Tinobregmus maculellus är en insektsart som beskrevs av Delong 1945. Tinobregmus maculellus ingår i släktet Tinobregmus och familjen dvärgstritar. Inga underarter finns listade i Catalogue of Life.